# スターチャイルドプロダクション
スターチャイルドプロダクションは、東京都目黒区にある芸能事務所である。キングレコードの主要レーベルであるスターチャイルドとは無関係。

## 概要
エピックレコーズの部長であり、A&Rプロデューサーであった大原正裕が独立して2004年に設立。設立時には、大原が発掘したと言われるCHARAも在籍していたが、現在は契約は解消されている（現在はユニバーサルミュージックとCHARA本人の会社がマネージメントを行っている）。

## 現在の所属アーティスト
- alüto

## 過去に所属したアーティスト
- CHARA
- JUNYA